# 太空核能

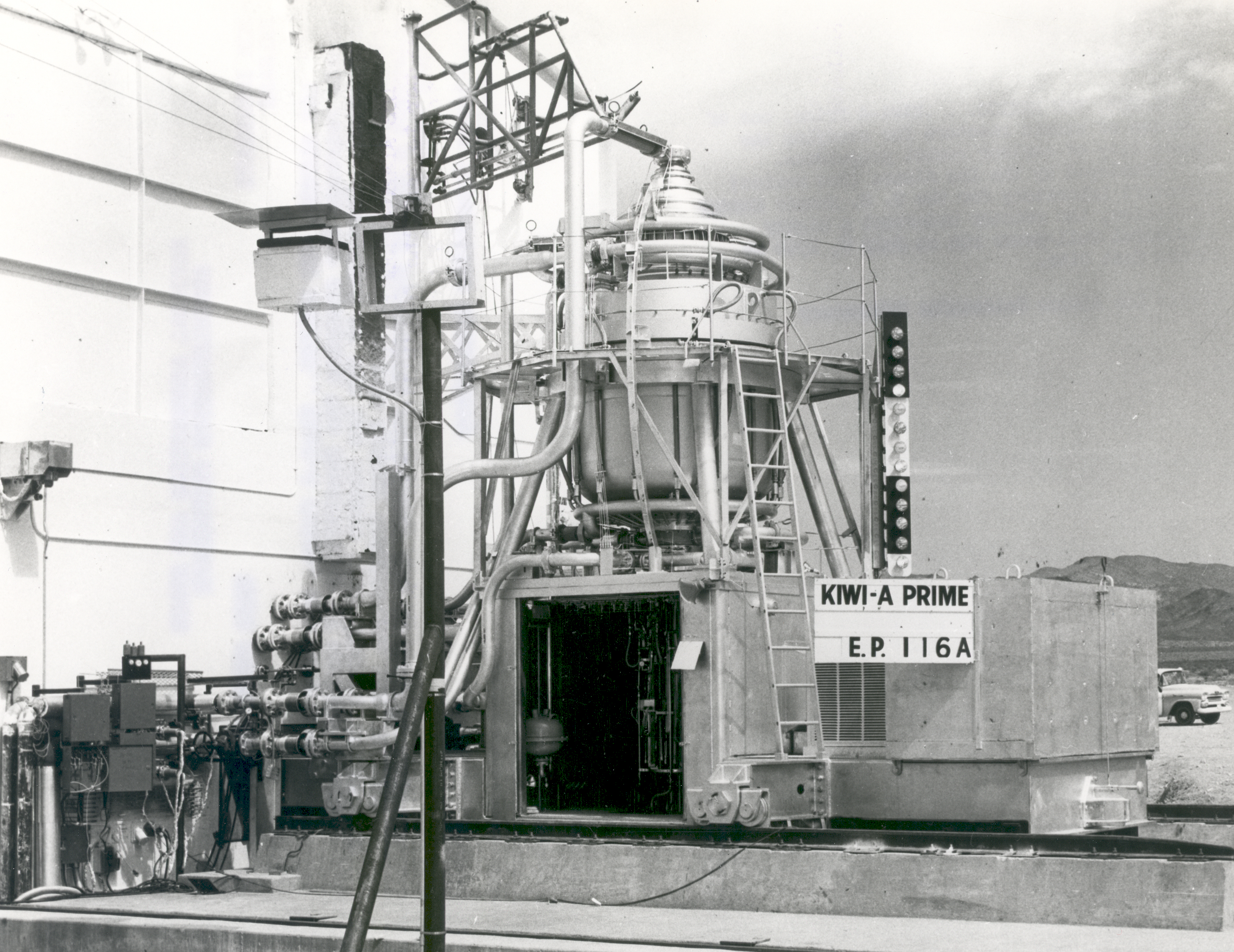
几维号(KIWI)核热火箭发动机

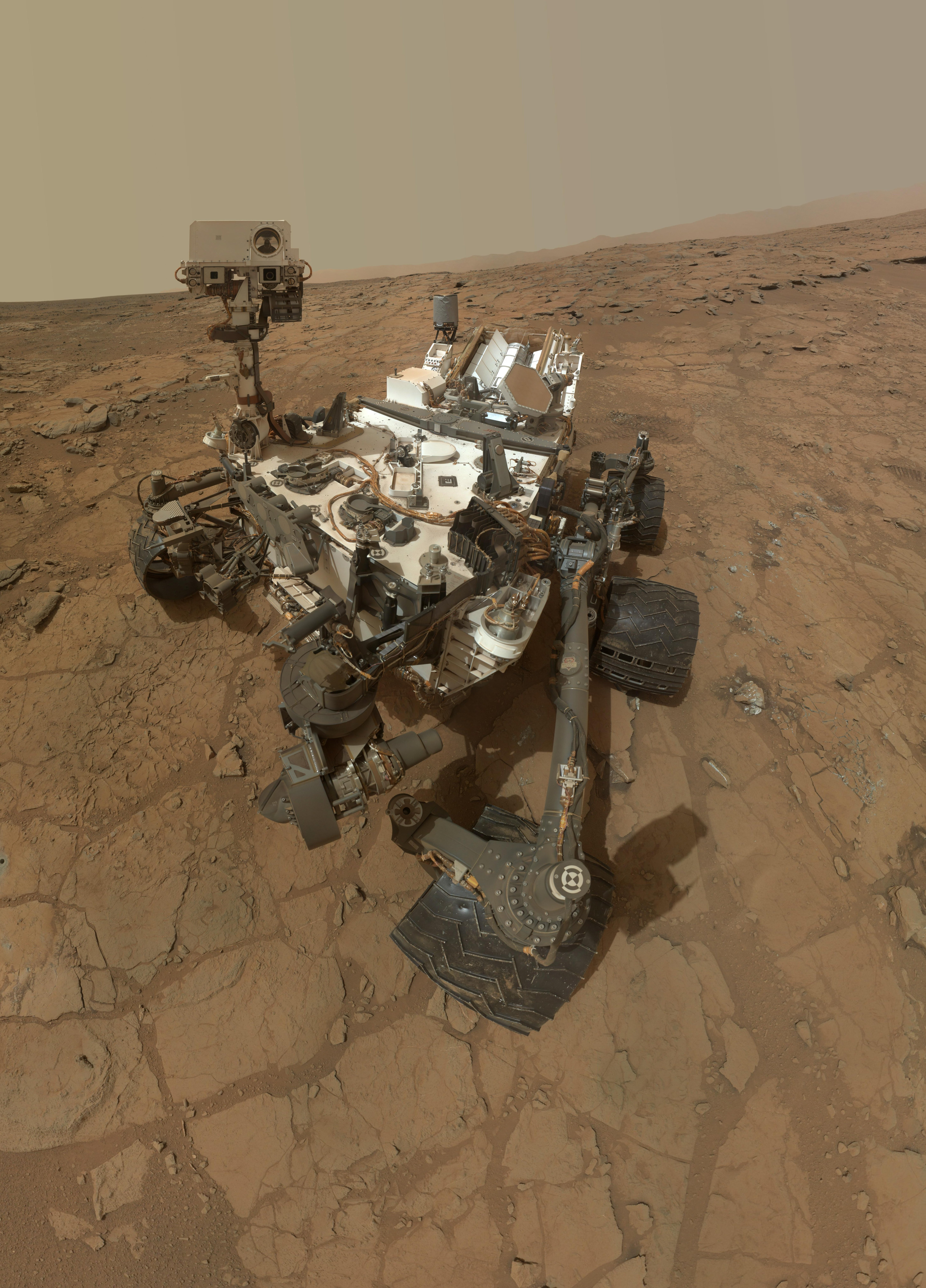
由一台放射性同位素热能发电机供电的火星好奇号探测车，在火星车的远侧可以看到带白色散热片的放射性同位素热能发电机。

太空核能(Nuclear power in space)是在外层空间使用核动力，通常是小型裂变系统或放射性衰变产生的电或热。另一种用途是用于科学观察，如穆斯堡尔光谱仪。最常见的类型是放射性同位素热电发电机，它已被用于许多太空探测器和载人登月任务。用于地球观测卫星的小型裂变反应堆，如托帕兹核反应堆(TOPAZ)，也已投入使用。放射性同位素加热器装置由放射性衰变提供动力，可有效防止部件因过冷而无法工作，能维持数十年时间。
1965年，美国在太空中对斯纳普10A型核反应堆进行了43天的试验 ，而下一个拟用于太空的核反应堆动力系统试验则于2012年9月13日进行，并演示了使用平顶裂变(DUFF)的千瓦级反应堆试验。
1965年，在完成使用铀和直接热电转换的实验性罗马什卡反应堆后，苏联向太空发射了约40颗核电卫星，大部分由贝斯5型(BES-5)反应堆提供动力，而更强大的托帕兹II型(TOPAZ-II )反应堆则产生了10千瓦的电力。
将核能用于太空推进系统的概念示例包括核电力火箭(核动力离子推进器)、放射性同位素火箭和放射性同位素电力推进(REP)，其中一种更值得探索的是核热火箭，曾在运载火箭用核能发动机计划中进行过地面测试，而核脉冲推进则是猎户座计划的主题。

## 优点

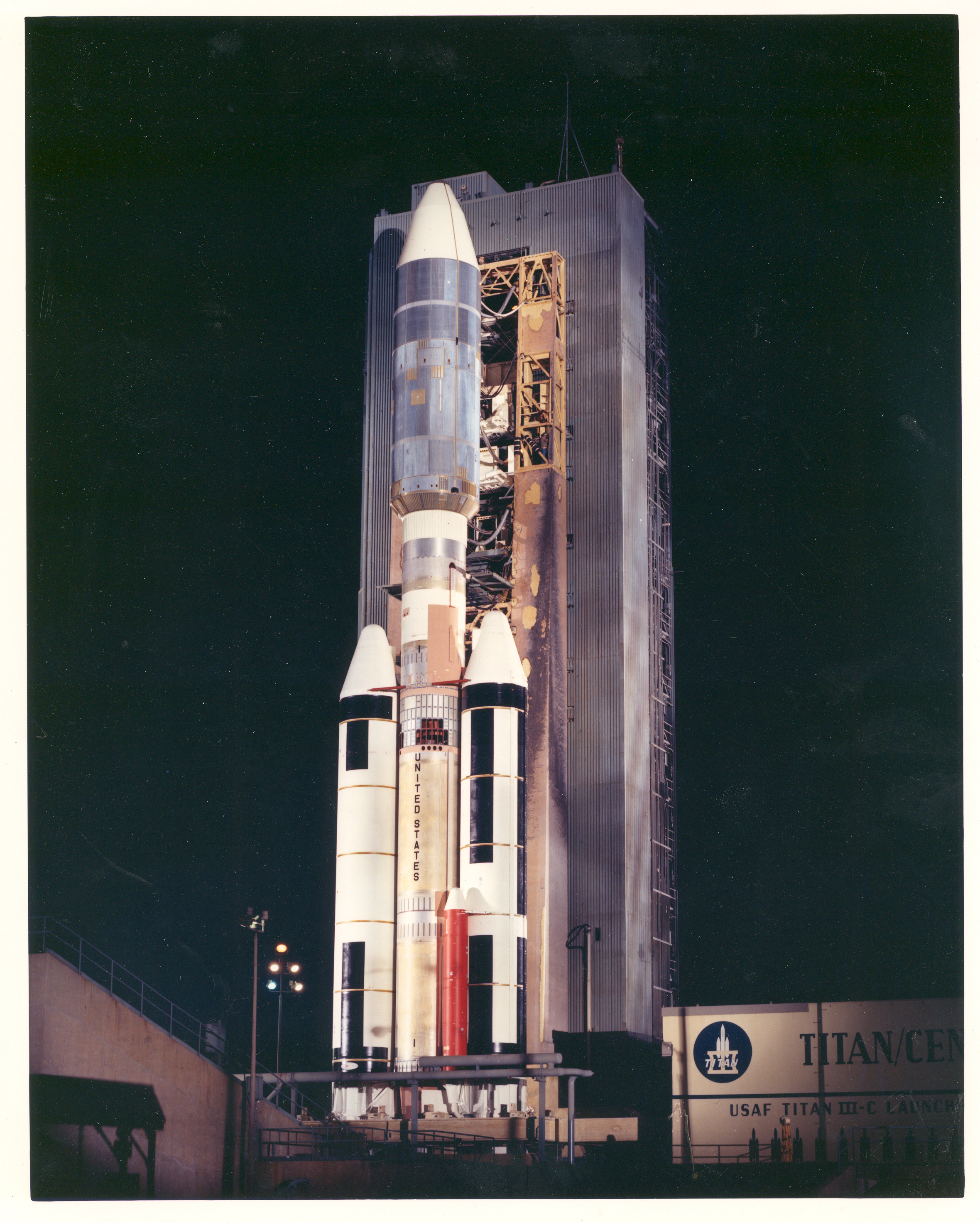
海盗1号和海盗2号着陆器都在火星表面使用放射性同位素热能发电机供电(海盗号运载火箭照片)

虽然太阳能的使用更为普遍，但核能在某些领域具有优势。太阳能电池虽然效率很高，但只能在太阳通量足够高的轨道上为航天器提供能量，例如近地轨道和离太阳足够近的行星际目的地。与太阳能电池不同的是，核电系统的功能可不依赖于深空探索所必需的太阳光。与同等功率的太阳能电池相比，核电系统质量更小，从而使航天器更紧凑，更容易在太空中定向和指导。以载人航天为例，核动力概念既能为生命维持系统提供动力，也能为推进系统提供动力，如此就可大幅减少成本和飞行时间。
已选择的太空应用和/或技术包括：
- 放射性同位素热能发电机
- 放射性同位素加热器
- 放射性同位素压电发电机
- 放射性同位素火箭
- 核热火箭
- 核脉冲推进
- 核电火箭

## 类型

### 放射性同位素系统

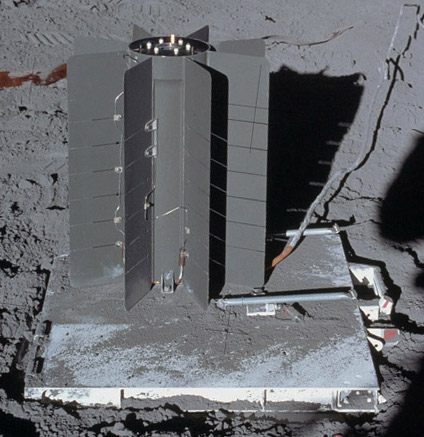
位于月球上的斯纳普27型放射性同位素热能发电机

五十多年来，放射性同位素热能发电机(RTG)一直是美国在太空的主要核动力源。放射性同位素热能发电机具备许多优点，它们相对安全、无需维护，有较强的环境适应能力，可运行数十年，特别适合在太阳能不足地区的使用。数十台该种发电机已被应用在25艘不同的美国航天器，其中一些已经运行了20多年。全球(主要是美国和苏联)在太空任务中已使用了40多台放射性同位素热电发电机。
先进斯特林放射性同位素发电机(ASRG，斯特林放射性同位素发电机(SRG)的一种)每单位核燃料产生的电能大约是放射性同位素热能发电机的四倍，但是，基于斯特林技术的航天发电装置预计要到2028年才能实现。美国宇航局计划在遥远的未来利用两台先进斯特林放射性同位素发电机来探索土卫六。
放射性同位素发电机包括：

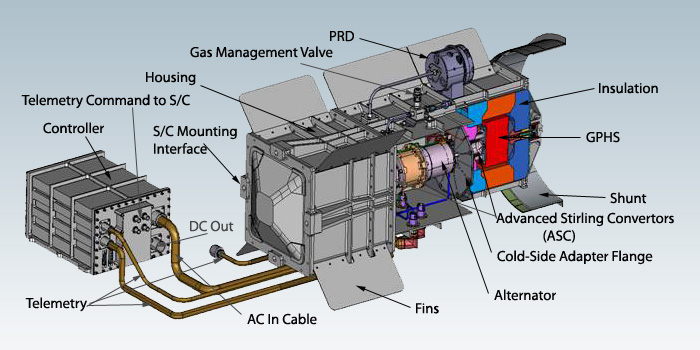
先进斯特林放射性同位素发电机剖面图

- 斯纳普19型、斯纳普27型(核辅助电力系统)
- 数百瓦级放射性同位素热能发电机(MHW-RTG)
- 通用热源热电机(GPHS-RTG)
- 多任务放射性同位素热电发生器(MMRTG)
- 先进斯特林放射性同位素发电机(ASRG)

放射性同位素加热器(RHU)也被用于航天器上，将科学仪器加热到合适的温度，使其高效运行。一种更大的同位素加热器称为通用热源(GPHS)，用于为放射性同位素热能发电机和先进斯特林放射性同位素发电机提供热能。
极慢衰变放射性同位素也被提议用于具有数十年寿命周期的星际探测器上。
截至2011年，另一个发展方向是亚临界核反应辅助的放射性同位素热能发电机。

### 核裂变系统
核裂变动力系统可用来为航天器的供热或推进系统提供动力，在供热要求方面，当航天器所需电力超过100千瓦时，裂变系统将比放射性同位素热能发电机更具成本效益。
在过去的几十年里，美苏都分别提出了各自的裂变反应堆。苏联在1967年至1988年间发射了31台安装在罗萨特卫星(RORSAT)，采用热电转换的贝斯5型低功率裂变反应堆。
在20世纪60年代和70年代，前苏联开发了使用热离子转换器的托帕兹核反应堆，尽管到1987年才进行了第一次试飞。
1965年，美国发射了一座太空反应堆斯纳普10A型，它是由原子国际公司研发，当时属于北美航空的一个部门.
1983年，美国航天局和其他美国政府机构开始研发下一代太空反应堆SP100型并与通用电气和其他公司签订了合同。1994年，SP-100项目被取消，主要原因出于政治考虑，当时是想从俄罗斯引进托帕兹-II型反应堆系统。尽管一些托托帕兹II型原型机进行了地面测试，但该系统从未用于美国的太空任务。
2008年，美国宇航局宣布计划在月球和火星表面使用一台小型裂变电力系统，并开始测试实现它所需的“关键”技术。
提出的裂变动力系统航天器和探测系统包括SP100型、木星冰质卫星轨道飞行器核电推进和表面裂变能源。
一些用作太空用途的已开发或正在开发的微型核反应堆：
- 快速L型(RAPID-L)，未来月球和火星定居点发电站，基于快速系列(Refueling by All Pins Integrated Design)，采用液态锂-6的快中子增殖反应堆所设计。
- 闭式循环磁流体(CCMHD)发电系统
- SP100型，一种用热管将热能输送到热离子转换器的反应堆，采用锂冷却，该项目从未发展到样机阶段，并于1994年终止。
- 碱性金属热电转换器(AMTEC)
- 千瓦级反应堆，计划分为四种尺寸，能够连续12到15年产生1到10千瓦的电力，裂变反应堆使用铀-235产生热量，通过被动钠热管输送到斯特林转换器。

核热推进系统(NTR)是以裂变反应堆的热功率为基础的，它提供了一种比化学反应更有效的推进系统。目前的研究更主要集中在以核电系统作为动力来源，为已经在太空中的航天器提供推力。

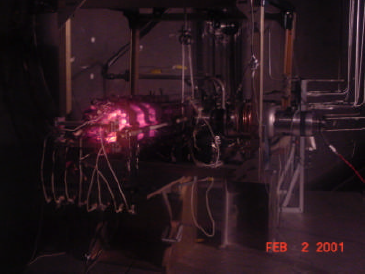
安全30型小型实验反应堆

其他为太空飞行器提供动力的太空裂变反应堆包括安全400型(SAFE-400)反应堆和荷马15型(HOMER-15)。2020年，俄罗斯联邦航天局计划发射一艘利用核动力推进系统(由凯尔迪什研究中心开发)的航天器，其中包括一座1兆瓦的小型气冷裂变反应堆.。
2020年9月，美国航天局和美国能源部(DOE)发布了一份有关月球核动力系统的正式招标书，规定在2021年底前完成初步设计的将会获得多项奖励。而在第二阶段，即2022年初，他们将选择一家公司开发一座10千瓦的裂变发电系统，并将于2027年发射到月球。

### 普罗米修斯计划

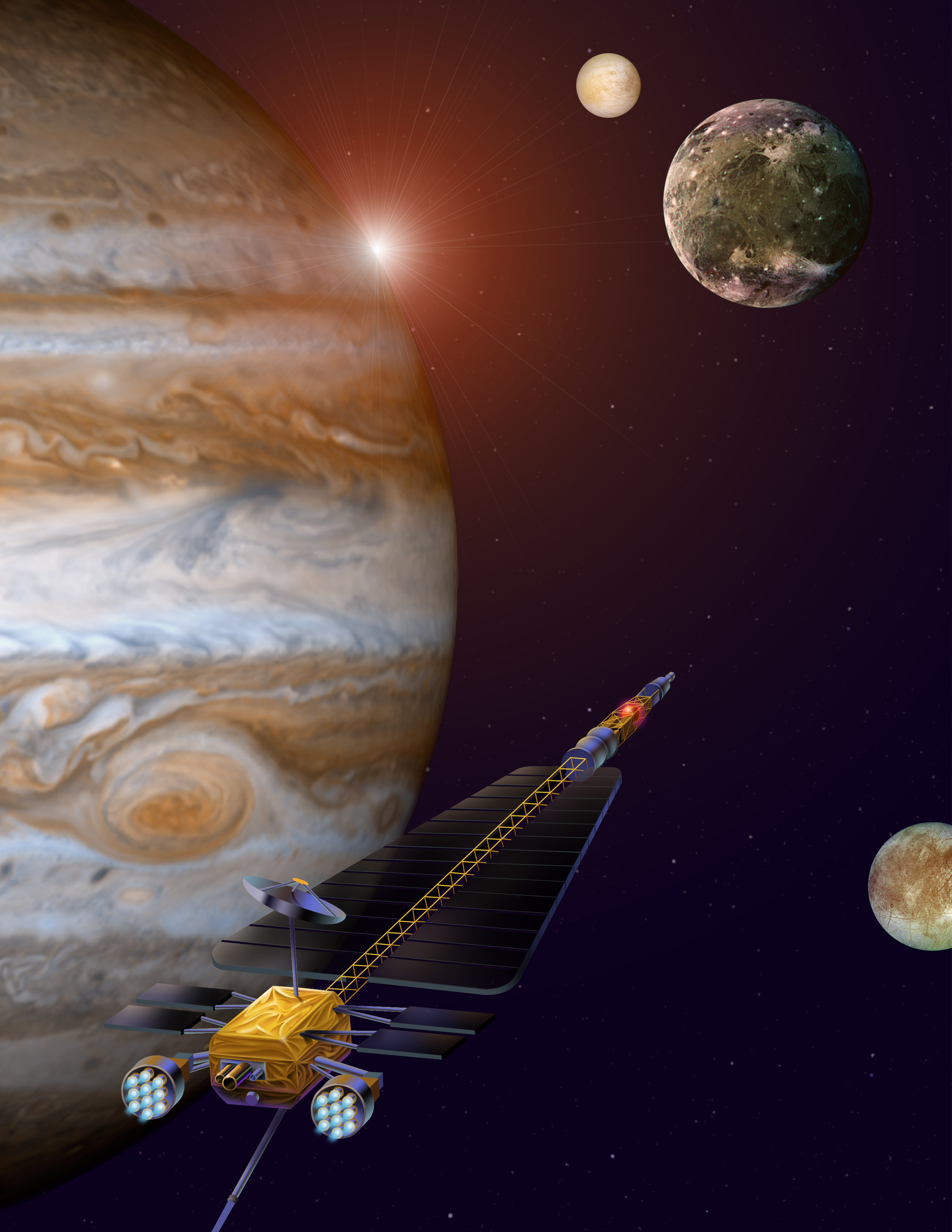
执行普罗米修斯任务的木星冰卫星轨道器构想图，它由一座小型裂变反应堆为离子发动机和电子设备提供电力，一根长吊杆将反应堆与航天器其余部分拉开距离，散热片将废热辐射到太空中。

2002年，美国宇航局宣布了一项核系统开发计划，后来被称为“普罗米修斯计划”。普罗米修斯项目的一个主要部分是开发先进斯特林放射性同位素发电机和多任务放射性同位素热电发生器，两种类型的放射性同位素热能发电机。该项目还旨在制造一座安全持久的太空裂变反应堆系统，用于航天器的动力和推进，取代长期使用的同位素热能发电机。预算限制导致了项目有效期的中止，但普罗米修斯项目在测试新系统方面取得了成功。该项目创建后，科学家们成功地测试了高功率电力推进(HiPEP)的离子发动机，该发动机在燃料效率、运行寿命以及推进效率上都超过其他的动力源。

## 视觉资料
|  |  |  |

## 另请参阅
- 放射性同位素热电机#太空核能
- 严峻的人类火星任务
- 核动力推进
- 核脉冲推进
- 核热火箭
- 核电火箭
- 太空电池
- 航天器上的太阳能电池板